# Günther Kretschmer
Günther Kretschmer (* 6. Februar 1928 in Dresden) ist ein deutscher Jazz- und Unterhaltungsmusiker (Klavier, Orchesterleitung, Arrangement, Komposition).

## Wirken
Kretschmer studierte Klavier und Posaune am Konservatorium seiner Geburtsstadt. Er  arrangierte in den 1950er Jahren für die Schwarz-Weiß Big Band und die Orchester Alo Koll und Siegfried Mai. 1961 gründete er sein erstes eigenes Studioorchester; mit seinem Orchestersound prägte er die Tanzmusikentwicklung der DDR. 1962 zog er nach Berlin, wo er unter Günter Gollasch dessen Vertreter und 2. Dirigent des Tanzorchesters des Berliner Rundfunks wurde und zahlreiche Produktionen, auch unter eigenem Namen, realisierte. Bei Amiga veröffentlichte er die LP Großstadtrhythmus. Anfang der 1990er Jahre zog er wieder nach Dresden zurück.
1975 erhielt Kretschmer den Kunstpreis der DDR.

## Lexikalische Einträge
- Jürgen Wölfer: Jazz in Deutschland. Das Lexikon. Alle Musiker und Plattenfirmen von 1920 bis heute. Hannibal, Höfen 2008, ISBN 978-3-85445-274-4.